# Noorderkerk (Nieuw-Amsterdam)
De Noorderkerk is een protestantse zaalkerk in Nieuw-Amsterdam, een dorp in het zuidwesten van de Drentse gemeente Emmen. De in de stijl van de Amsterdamse School gebouwde kerk is aangewezen als rijksmonument.

## Beschrijving
De kerk, die aan de oostzijde van het dorp aan de Vaart NZ staat, werd in 1925 gebouwd in opdracht van de toenmalige Kerkeraad der Gereformeerde Kerk van Nieuw-Amsterdam, ter vervanging van een ouder kerkgebouw op dezelfde locatie. Het ontwerp was van de hand van de architect W. van Straten (1887-1972), die koos voor een gebouw in de stijl van de Amsterdamse School met typologische kenmerken van de centraalbouw. De bouw van de kerk, die op 17 december 1925 werd ingewijd, kostte destijds ruim 50.000 gulden.

### Exterieur

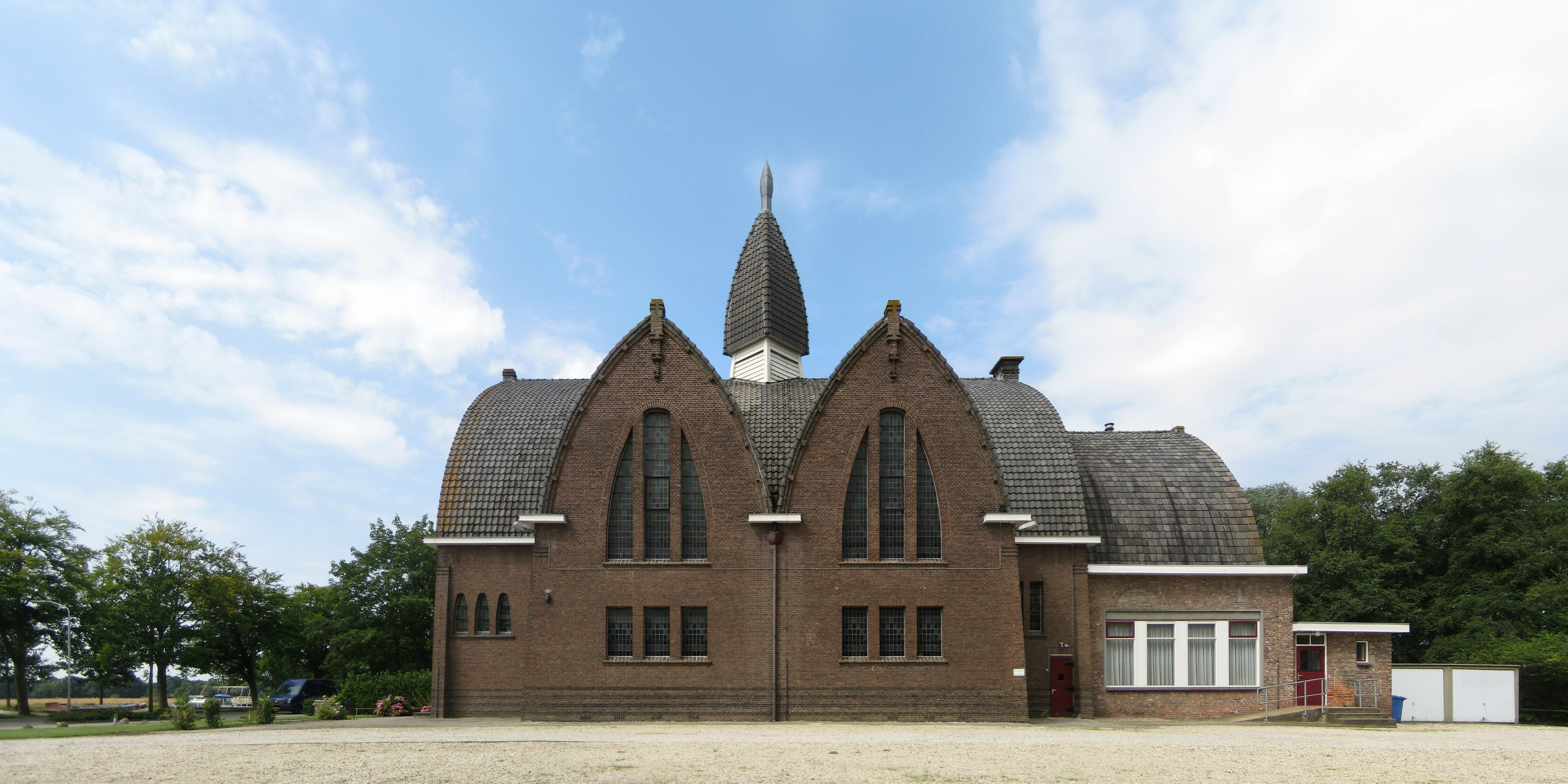
De oostelijke zijgevel (2012)

De Noorderkerk is een in baksteen uitgevoerde kruiskerk met twee dwarsbeuken en aan de achterzijde een consistorie. Het gebouw wordt gedekt door paraboolvormige zadeldaken, belegd met Oude Holle dakpannen. Op de kruising is diagonaal een houten dakruiter geplaatst, een taps toelopende constructie met een tentdak, gebogen dakschilden en een spits. De nok van het zadeldak bevindt zich op 14 meter hoogte, de top van de spits is 23 meter hoog.
De zes meter hoge buitenmuren van de kerk zijn opgetrokken op een plint met speklagen van donkere bakstenen. Zowel de voorgevel als de kopgevels van de dwarsbeuken zijn voorzien van steunberen met dezelfde kromming als het dakvlak, wat de indruk wekt dat die gevels geheel paraboolvormig zijn.
De voorgevel van de kerk heeft een risalerende ingangspartij, waarin drie dubbele opgeklampte deuren zijn aangebracht, de middelste iets breder. Daarboven bevinden zich spleetvormige bovenlichten, uitgevoerd in glas in lood. Deze worden van de toegangsdeuren gescheiden door een gemetselde fries, die even breed is als de risaliet. Boven de waterlijst van de risaliet is een gevelsteen geplaatst, met daarin de tekst Onze hulpe is in de naam des Heeren. Psalm 124 vs 8. Hoger in de voorgevel bevinden zich zeven door bakstenen penanten van elkaar gescheiden vensters, die samen een paraboolvormig uiterlijk hebben. In de top van de voorgevel is een in metselwerk uitgevoerde sluitsteen geplaatst. In de kopgevels van de dwarsbeuken, die worden afgesloten door identieke sluitstenen, zijn op de begane grond drie gekoppelde vensters aangebracht. Daarboven bevinden zich drie hogere vensters in paraboolvorm. Alle vensters zijn voorzien van glas in lood. In de achtergevel is materiaal verwerkt dat afkomstig is van de voorganger van de Noorderkerk. De consistorie is eind jaren vijftig van de twintigste eeuw verbouwd.

### Interieur
Het interieur van de Noorderkerk, dat nagenoeg in oorspronkelijke staat verkeert, is eveneens vormgegeven in de stijl van de Amsterdamse school. De zaal heeft een met schroten afgetimmerde dakstoel en is voorzien van houten lambriseringen. De houten banken op de begane grond bieden plaats aan 504 bezoekers. Ze zijn in een visgraatvormig patroon rondom de stenen kansel geplaatst. Deze bestaat uit zeven kolommen en is bekleed met tegels in dezelfde kleuren als de glas-in-loodramen in de buitenmuren, doch in omgekeerde volgorde. Boven de ingang van de zaal bevindt zich een balkon met 120 zitplaatsen, waarvan de betimmering overnaads is uitgevoerd. Het orgel van de kerk, dat ook uit 1925 dateert en werd geschonken door een plaatselijke familie, is gebouwd door de firma Standaart uit Schiedam. Boven de orgelpijpen zijn figuratieve versieringen aangebracht, die verwijzen naar de tekst van Psalm 150.
De kerk, waarvan "het hoofdvolume, het interieur en de oorspronkelijke geveldetaillering" zijn beschermd, is aangewezen als rijksmonument vanwege "de beeldbepalende ligging, de typologie, de kwaliteit van het ontwerp en de gaafheid".
In 1976 is de oorspronkelijke pastorie van de kerk gesloopt en vervangen door een nieuw pand in landschappelijke villastijl, direct ten oosten van de kerk.